# Тычина, Павел Григорьевич
Па́вел Григо́рьевич Тычи́на (рус. дореф. Павелъ Григорьевичъ Тычининъ; укр. Павло Григорович Тичина; 11 (23) января 1891, Пески, Козелецкий уезд, Черниговская губерния, Российская империя — 16 сентября 1967, Киев, Украинская ССР) — украинский советский поэт, переводчик, публицист и государственный деятель. В 1953—1959 годах — Председатель Верховного Совета УССР. Народный комиссар образования УССР (1943—1948). Герой Социалистического Труда (1967). Член Академии наук УССР (с 1929). Был номинирован на Нобелевскую премию по литературе (1967).

## Биография
Родился 11 (23) января 1891 года в селе Пески (ныне Бобровицкий район, Черниговская область, Украина). Был одним из 13 детей (четверо умерли в младенчестве) сельского псаломщика Григория Тимофеевича Тычинина, учителя «школы грамоты». С детства Павел проявил способности к музыке, рисованию и стихосложению.
Учился сначала в земской школе, потом в Черниговском мужском духовном училище, одновременно пел в монастырском хоре — таким образом зарабатывал себе на жизнь после смерти отца, скончавшегося 7 (19) июня 1906 года. Затем учился в Черниговской духовной семинарии (1907—1913), где овладел старославянским, древнееврейским, немецким и французским языками, а также латынью. Позже он знакомится с Михаилом Коцюбинским, посещает литературные «субботы» в его доме, читает там свои, одобрительно встреченные, стихотворения.
Печататься Павел Тычина начал в 1912 году, первый сборник стихотворений «Солнечные кларнеты» датирован 1918 годом.
С осени 1913 года учился в Киевском коммерческом институте, одновременно работая в газете «Рада» и журнале «Світло». Революционные события 1917 года застали Тычину в Киеве.
В 1923 году переезжает в Харьков, тогдашнюю столицу УССР, где начинает работать в журнале «Червоний шлях» («Красный путь»), много пишет. С 1923 по 1934 год, проживая в Харькове, выучил армянский, грузинский и тюркский языки. В 1926 году вступил во Всеукраинскую научную ассоциацию востоковедения. Тычина самостоятельно овладел более чем двадцатью иностранными языками, причём пятнадцатью владел в совершенстве.
В 1938—1967 годах — депутат Верховного Совета УССР I—VII созывов, в 1953—1959 годах — Председатель Верховного Совета УССР. Член ВКП(б) с 1944 года. Депутат Верховного Совета СССР II—VI созывов (1946—1962). Член ЦК КПУ (1962—1967).

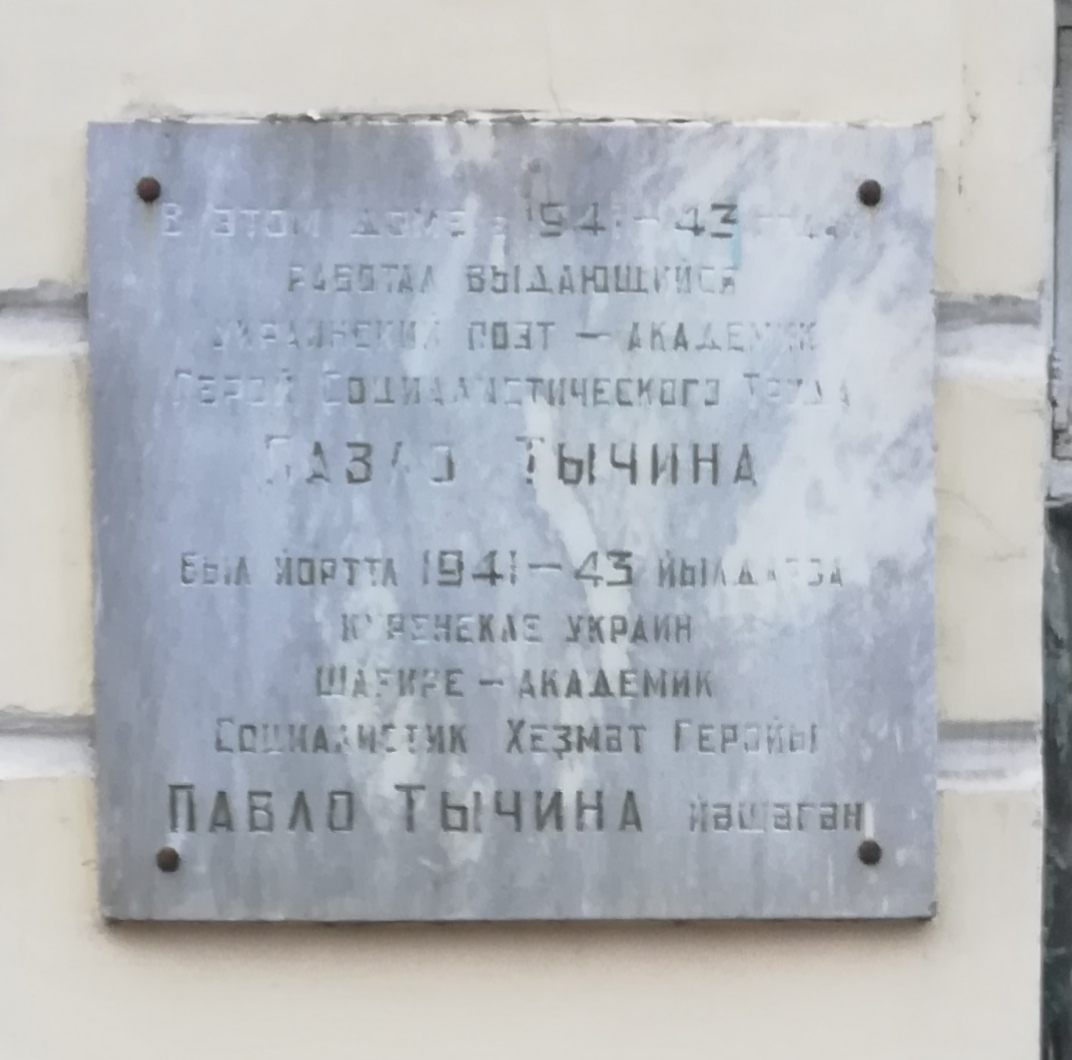
Мемориальная доска в Уфе

С началом Великой Отечественной войны вместе с Академией наук Украинской ССР в эвакуации в Уфе. В октябре 1941 года был введён в состав учёного совета Башкирского научно-исследовательского института языка и литературы. Во время эвакуации подготовил работу «Патриотизм в творчестве Мажита Гафури».
В 1943—1948 годах — народный комиссар просвещения Украинской ССР.
Академик Академии наук УССР (29.06.1929), директор Института литературы Академии наук УССР. Член-корреспондент Болгарской Академии наук (1947).
Скончался 16 сентября 1967 года в Киеве. Похоронен на Байковом кладбище.

## Творчество
Первые стихи написал в 1906 году. Большое влияние на начинающего поэта оказали встречи с украинским писателем Михаилом Коцюбинским, литературные субботы которого он регулярно посещал. В 1912 году впервые было напечатано стихотворение Тычины «Ви знаєте, як липа шелестить» (написано в 1911).
В Киеве в 1918 году вышел его сборник «Сонячні кларнети» (рус. Солнечные кларнеты), в котором он предложил украинскую версию символизма. Свой голос в поэзии Тычина сохранил и после победы большевиков на территории Украины, издав сборники «Замість сонетів і октав» (1920), «В космічному оркестрі» (1921). В то же время начинает работать над поэмой-симфонией «Сковорода», посвящённой философу.
К началу 1920-х годов Павел Тычина становился всё более «советским», что не уберегло его от обвинений в буржуазном национализме. В начале 1930-х годов поэт сочиняет стихи, на долгие годы вошедшие в школьные программы (стих «Партія веде» газета «Правда» 21 ноября 1933 года печатает на языке оригинала). Талант Павла Тычины также раскрывается и в его незавершённых поэмах, стихах посмертного сборника «В серці у моїм» («В сердце в моём», 1970) и многочисленных переводах. В довоенное время Тычина большое внимание уделял переводам с русского языка. В 1937 году для двухтомника произведений А. С. Пушкина на украинском языке перевёл «Зимний вечер», «Обвал», «Бесы» и маленькое анакреонтическое стихотворение «От меня вечор Леила».
В течение всей своей творческой деятельности Тычине приходилось постоянно выполнять редакторские функции. В частности, он работал редактором отдела объявлений газеты «Рада» (1913) и техническим секретарём редакции журнала «Світло» (1913—1914); затем был заведующим отдела хроники газеты «Нова Рада» (1917) и отдела поэзии «Літературно-наукового вістника» (1918), председателем украинской секции Всеукраинского издательства (1919).
Павел Тычина вместе с Николаем Бажаном является автором слов Гимна Украинской ССР.

## Награды
- Герой Социалистического Труда (23 февраля 1967)

- Орден Ленина (23 февраля 1967)
- Республиканская премия УССР имени Т. Г. Шевченко (1962)[25] — за «Вибрані твори» в 3-х томах (1957)
- Орден Ленина (24 ноября 1960)
- Орден Ленина (26 января 1951)
- Орден Ленина (23 января 1948)
- Орден Трудового Красного Знамени (2 октября 1944) — за выдающиеся заслуги в области развития советской науки, культуры и техники, за воспитание высококвалифицированных кадров научных работников, в связи с 25-летием со основания Академии Наук УССР
- Орден Трудового Красного Знамени (27 января 1941)
- Сталинская премия первой степени (1941) — за сборник стихов «Чувство семьи единой» (1938)
- Орден Ленина (31 января 1939)[26]
- Медали

## Память
В честь П. Г. Тычины названы проспект в Киеве, Уманский государственный педагогический университет, улица в Ереване, школа № 20 в Ванадзоре.
В ознаменование 85-летия Тычины 24 января 1976 года открыта бронзовая мемориальная доска с горельефным изображением поэта и его факсимиле, установленная на доме писателей «Слово» (Харьков)

## Киновоплощение
- 1970 — «Семья Коцюбинских». В роли Павла Тычины — Сергей Иванов

## Короткая библиография

### Собрание сочинений
- Твори: в 6 т. / Павло Тичина; вступ. ст. акад. О. І. Білецького, с. 5—43; дереворити В. К. Стеценка. — Київ: Держлітвидав України, 1961—1962.
- Зібрання творів: у 12-ти т. / П. Г. Тичина; редкол.: О. Т. Гончар (голова) [та ін.]; АН УРСР, Ін-т літ. ім. Т. Г. Шевченка. — Київ: Наук. думка, 1983—1990.

### Избранные произведения
- Вибрані поезії / Павло Тичина. — Київ; Харків: Держлітвидав: Друк. ім. М. В. Фрунзе, 1939. — 88 с., 1 вкл. арк. іл. — (Шкільна бібліотека).
- Вибрані твори / Павло Тичина. — Київ; Харків: Держлітвидав: Друк. ім. М. В. Фрунзе,1939. — 308, [12] с.
- Вибрані поезії / Павло Тичина. — Львів: Радян. письменник, 1940. — 104 с.
- Вибрані поезії / Павло Тичина. — Київ: Держлітвидав, 1941. — 282, [10] с.
- Вибрані поезії / Павло Тичина; ред. М. Рильський. — Москва: Радян. письменник, 1945. — 348 с.
- Вибрані твори: в 3 т. / Павло Тичина. — Київ: Держ. вид-во худож. літ.: Держлітвидав, 1946—1947.